# 장영엽
장영엽(1984년 ~ )은 대한민국의 영화 평론가, 출판인, 언론인으로, 2019년부터 영화 정보지 씨네21 편집장을 역임하고 있다.
장영엽은 이화여자대학교 영어영문학과를 졸업했다. 어렸을 때부터 언론인, 기자가 되는 것을 꿈꾸었고, 대학 시절에는 학내 방송국과 각종 영화제에 평론가로서 활동했다. 기자가 되기 위해 언론 고시를 준비하던 중인 2004년, 종로영화제에서 상영한 왕가위 감독의 영화를 보고 영화에 관심을 갖게 되었다. 대학내일에서 학생리포터로 활동하던 도중 씨네21 기자들이 참여하던 특강에 과제로 리뷰를 제출한 것이 인연이 되어 씨네21의 객원기자로 활동하게 되었다.